# Kladovo
Kladovo (szerbül Кладово / Kladovo, románul Claudia) város és község (járás) Szerbia keleti részében.

## Fekvése
A Kárpát-medencén kívül, a Duna jobb partján, Szörényvárral átellenben található.  A várost északról és északkeletről a Duna, délnyugatról és délről alacsony hegyek határolják. A közelben található a Vaskapu Nemzeti Park (Nacionalni Park Đerdap).

## Kladovo község (járás)
A községhez tartozik Kladovo és Brza Palanka városa, valamint a következő falvak:
- Vajuga
- Velesnica
- Velika Vrbica
- Velika Kamenica
- Grabovica
- Davidovac
- Kladušnica
- Korbovo
- Kostol
- Kupuzište
- Ljubičevac
- Mala Vrbica
- Manastirica
- Milutinovac
- Novi Sip
- Petrovo Selo
- Podvrška
- Reka
- Rečica
- Rtkovo
- Tekija

A község lakosságának 89,5%-a szerb, 2,4%-a montenegrói, 2,4%-a vlach (román).

## Történelem

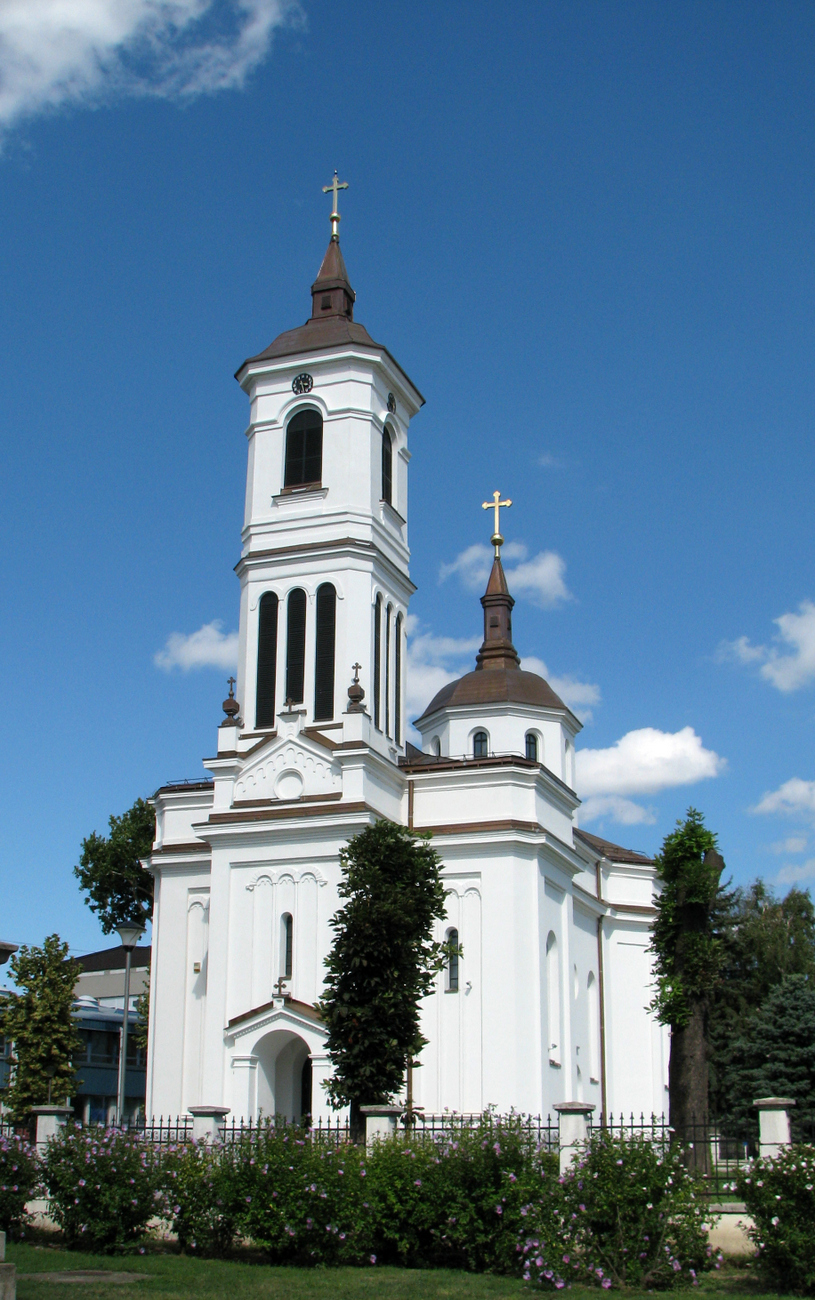
Szent György ortodox templom

A fennmaradt helyi régészeti emlékek közé tartozik Traianus római császár hídja és több táblája. 
Az Oszmán Birodalom idején erődítményt építettek itt, melynek szerb neve Fetislam (törökül eredetileg Feht-ul-Iszlam, az „iszlám kapuja”). Az 1970-ben az erődöt sportközponttá építették át, játszóterekkel, futball-, kézilabda-, röplabda- és teniszpályákkal.
1941-ben itt történt a kladovói mészárlás.
A Vaskapu I. vízerőművet 1972-ben építették. Ekkor Kladovo még falu volt, az erőmű létrehozása óta azonban lakossága jelentősen megszaporodott.

## Népesség
- 1948-ban 2 128 lakosa volt.
- 1953-ban 2 336 lakosa volt.
- 1961-ben 2 683 lakosa volt.
- 1971-ben 6 957 lakosa volt.
- 1981-ben 8 325 lakosa volt.
- 1991-ben 9 626 lakosa volt.
- 2002-ben 9 142 lakosa volt, melyből 8 074 szerb (88,31%), 510 montenegrói (5,57%), 112 vlah, 67 román, 37 macedón, 30 jugoszláv, 19 horvát, 12 muzulmán, 11 magyar (0,12%), 9 bolgár, 8 cigány, 4 szlovén, 3 ukrán, 2 bosnyák, 2 német, 1 cseh, 1 orosz, 61 ismeretlen.

## Gazdaság
A helyi munkahelyek jó részét  közvetlenül vagy közvetve a vízerőmű biztosítja.
Kenyérkereseti forrás a halászat is. Az erőmű építése előtt az itt készült kaviár exportcikként is híres volt, Nyugat-Európába és az Amerikai Egyesült Államokba adták el.
A vízierőmű népszerű turistacélponttá tette, különösen nyáron vonz sok látogatót. A városnak egy szállodája van (a neve szintén „Đerdap”) és egy ifjúsági tábora, a „Karataš” (török kara tas, azaz „fekete kő”).

## Külső hivatkozások
- Kladovo város honlapja